# Cryptaspasma anaphorana
Cryptaspasma anaphorana es una especie de polilla del género Cryptaspasma, categorizada en la tribu Microcorsini, de la subfamilia Olethreutinae.

## Distribución
Se distribuye por Panamá.

## Taxonomía
Fue descrita por Walsingham en 1914 y publicada en (Olethreutes), Biol. Centr.-Am. Lepid. Heterocera 4: 249.